# Линч (Небраска)
Линч (енгл. Lynch) град је у америчкој савезној држави Небраска.

## Демографија
По попису из 2010. године број становника је 245, што је 24 (-8,9%) становника мање него 2000. године.
| Група             | 2000.       | 2010.       |
| Белци             | 259 (96,3%) | 231 (94,3%) |
| Афроамериканци    | 0 (0,0%)    | 0 (0,0%)    |
| Азијати           | 1 (0,4%)    | 1 (0,4%)    |
| Хиспаноамериканци | 0 (0,0%)    | 7 (2,9%)    |
| Укупно            | 269         | 245         |